# Charles Thomson (artiste)
Pour les articles homonymes, voir Charles Thomson.
Charles Thomson, né le 6 février 1953, est un artiste, peintre, poète et photographe britannique.

## Biographie

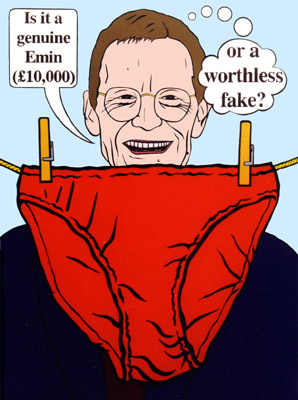
Charles Thomson. Nicholas Serota fait une décision d'acquisitions. (Serota est le directeur de la Tate Gallery).

Il est au début des années 1980 membre du courant littéraire des Medway Poets, période durant laquelle il est ami avec Tracey Emin. 
En 1999, il nomme et cofonde le mouvement artistique stuckiste avec Billy Childish. Il dirige des évènements stuckistes, organise des manifestations contre le Prix Turner et tient une galerie d'Art. Il est fréquemment cité dans les médias britanniques comme l'opposant de référence à l'art conceptuel. Il fut brièvement marié à l'artiste Stella Vine (en).